# Cylindrospermopsine
Les cylindrospermopsines ou (CYN) sont des cyanotoxines (toxines produites par des cyanobactéries et principalement par Cylindrospermopsis raciborskii) de types peptides alcaloïdes ayant des effets cytotoxiques et (comme pour les microcystines) hépatotoxiques, parfois mortels, pour l'homme et de nombreux animaux. Elles sont libérées dans 
le milieu à la mort de la cyanobactérie, après lyse des cellules, mais peuvent directement empoisonner un animal qui a ingéré des cellules vivantes de cyanobactéries en produisant (en suspension dans l'eau ou dans un biofilm). En raison de leur toxicité élevée et d'une fréquence accrue, partout dans le monde des blomms phytoplanctoniques et de la présence de cyanotoxines dans les réservoirs d'eau, elles font partie des espèces qui sont suivies par divers programmes de sécurité sanitaire, principalement dans les pays riches et pour sécuriser la production d'eau potable.

## Toxicité et écotoxicité
En tant que l'une des dernières catégories de toxines identifiées elle est encore mal connue, notamment pour ses comportements toxicocinétiques et toxicodynamiques ; sont aussi mal connus les facteurs favorisant la production de cette toxine par les cyanobactéries concernées ou les facteurs environnementaux qui favorisent ces mêmes cyanophycées. 
En 2004, seuls deux variants avaient été décelés alors qu'on en connait bien plus chez d'autres cyanotoxines, mais il pourrait en exister d'autres. Elle n'a été trouvée en France que récemment (publication 2009). Des études ont porté sur ses produits de dégradation lors du processus de chloration de l'eau et sur son éventuelle cancérogénicité et/ou génotoxicité (2009) ; cette étude a montré que la toxine est aussi génotoxique (testée in vitro sur deux lignées cellulaires humaines d'entérocytes et d'hépatocytes humains (les Caco-2 et les HepaRG). La CYN semble devenir progénotoxique après « au moins une étape de métabolisation par un cytochrome P450 ». Chez la souris de laboratoire vivante, après 24h l'administration ip ou orale de la toxine fait apparaître « des dommages primaires au niveau de l’ADN dans le colon ainsi que la mort cellulaire, probablement par apoptose, dans les reins et le foie. De plus, à la suite du traitement par gavage, la CYN induit des altérations primaires de l’ADN dans la moelle osseuse ». Le test du micronoyau n'a pas montré sur la moelle osseuse ni le colon d'altération chromosomique induite. 
Chez le hamster pris comme modèle animal, la cylindrospermopsine se montre également cancérogène en induisant une transformation cellulaire des cellules SHE (Syrian Hamster Embryo), même à très faibles doses, ce qui est considéré comme une preuve de potentiel cancérogène.
Les cylindrospermopsines et certains de leurs dérivés voient leur toxicité et écotoxicité aggravées par leur haute solubilité dans l'eau et les fluides corporels (car elles adoptent la forme de zwitterions) ce qui, dans le contexte de survenues de plus en plus fréquentes d'efflorescences planctoniques de cyanophycées, les rend particulièrement problématique en matière de sécurité sanitaire et environnementale, dont pour les eaux de boisson, l'alimentation (gibier d'eau, poissons contaminés...), la baignade et d'autres activités récréatives liées à l'eau .
Ces peptides sont très petites et légères, elles peuvent passer du milieu aquatique au milieu aérien via les embruns et aérosols. Pour prévenir des utilisations illégitimes (ex : armes biologiques ou dangereuses de leurs propriétés toxiques elles sont soumises à certaines réglementations nationales ou internationales, notamment pour leur transport.

## Description
Cette cyanotoxine possède une unité guanidine tricyclique et a une masse moléculaire de 415 Da.
La figure et le tableau suivant présente la structure générale des cylindrospermopsines.

Structure moléculaire générale des cylindrospermopsines.

| R1 | R2 | Toxine                     |
| -- | -- | -------------------------- |
| H  | OH | Cylindrospermopsine        |
| H  | H  | 7-déoxycylindrospermopsine |
| OH | H  | 7-épicylindrospermopsine   |

## Stabilité
Ces molécules sont stables lorsque exposées à la lumière et confrontées à des températures moyennement élevées (50 °C). Cependant, lorsqu’elles sont en présence de métabolite cellulaire et exposées au soleil, elles se dégradent très rapidement.

## Toxicité
Les cylindrospermopsines inhibent la synthèse protéique en se liant de façon irréversible avec les ARN de transfert. Elles affectent donc tous les tissus, mais plus particulièrement les hépatocytes.

## Détection
Il n'existe pas encore de test simple de détection. Les analyses sont faites par des laboratoires spécialisés .